# Batyrosaurus
Batyrosaurus rozhdestvenskyi
Genre
Espèce
Batyrosaurus est un genre éteint de dinosaures Hadrosauroidea basaux herbivores connu de la  formation de Bostobe du Crétacé supérieur (stade santonien à campanien) du centre du Kazakhstan. Il contient une seule espèce, Batyrosaurus rozhdestvenskyi. Il fut un temps possible que Batyrosaurus représente le même taxon que le douteux Arstanosaurus car les deux ont été trouvés dans la même formation. Mais les études postérieures les ont séparés bel et bien, confirmant ainsi la validité du premier, alors que le second reste un nomen dubium (notamment par P. R. Bell et K. S. Brink ,2013).

## Description et dénomination
L'espèce type Batyrosaurus rozhdestvenskyi a été nommée et décrite en 2012 par Pascal Godefroit, François Escuillié, Yuri Bolotsky et Pascaline Lauters. Le nom générique est dérivé des Batyr, les héros guerriers kazakhs. Le nom spécifique honore Anatoly Konstantinovich Rozhdestvensky (en).
L'holotype, AEHM 4/1, a été trouvé près d'Akkurgan dans une couche de la formation de Bostobinskaya datant du santonien à sampanien, âgée d'environ quatre-vingt-quatre Ma. Il se compose d'un squelette partiel, comprenant un crâne partiel, les mâchoires inférieures, soixante dents individuelles, le sternum, l'humérus droit, le radius gauche, les métacarpiens et les phalanges. Les auteurs ont considéré Arstanosaurus akkurganensis comme un nomen dubium et n'ont pas fait référence à son matériel.
Batyrosaurus est un Hadrosauroidea de taille moyenne d'environ cinq à six mètres de long. Plusieurs autapomorphies, traits dérivés uniques, ont été établis. Les os pariétaux à leur arrière forment des rebords osseux qui recouvrent le supra-occipital mais ne touchent pas les côtés des para-occipitaux et sont eux-mêmes recouverts par les squamosals. Les os frontaux sont allongés, environ 70 % plus longs que larges. La face externe de la branche avant du jugal présente un creux horizontal profond sous la suture avec le lacrymal. La surface articulaire du surangulaire est percée d'un foramen (trou).
Parmi les matériaux trouvés, il y avait une griffe de pouce d'environ quatre centimètres de long. Un moulage a été fait du crâne, montrant de fines empreintes artérielles sur sa surface interne, indiquant qu'il était presque complètement rempli de tissu cérébral.

## Classification
Une analyse cladistique a montré que Batyrosaurus avait une position basale dans les Hadrosauroidea, au-dessus d'Altirhinus mais en dessous de Probactrosaurus dans l'arbre évolutif. Comme Tethyshadros dans leur analyse était un Hadrosauridae, les auteurs considéraient Batyrosaurus comme le plus jeune Hadrosauroidea non Hadrosauridae connu. Cela a été considéré comme une indication que non seulement les hadrosauroidés, mais aussi les hadrosauridés, se sont développés à l'origine en Asie et n'ont migré que plus tard en Amérique du Nord.